# Petar Hektorović
Petar Hektorović (italsky Pietro Ettoreo nebo Piero Hettoreo, 1487 ostrov Hvar – 13. března 1572 Stari Grad) byl chorvatský šlechtic, básník a překladatel.

## Život
Narodil se v šlechtické rodině ve Hvaru nebo ve Starim Gradu. V rodinném prostředí se naučil italsky a latinsky. Studoval na universitě ve Splitu. Tam se seznámil s dalšími chorvatskými renesančními vzdělanci, např. s Markem Marulićem. V roce 1539 musel před tureckou invazí na ostrov Hvar uprchnout do Benátek. Domů se vrátil koncem roku 1540. V roce 1557 navštívil Dubrovník, kde se setkal se svými přáteli Mavro Vetranovićem, Nikolou Dimitrovićem a Nikolou Nalješkovićem.
Dlouhá léta budoval opevněnou vilu – tvrz Tvrdalj v přístavu Stari Grad. Těsně před smrtí zažil druhou tureckou invazi na ostrov Hvar, kdy byla tato jeho tvrz poničena.

## Dílo

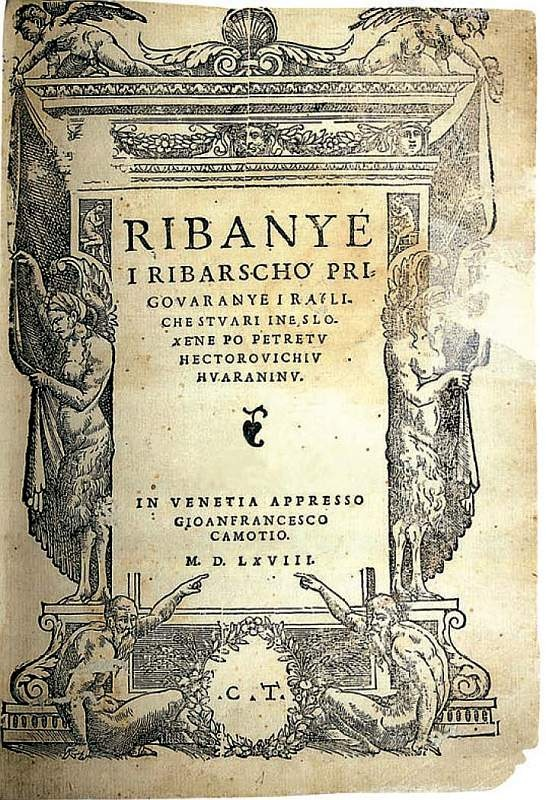
Ribanje i ribarsko prigovaranje, titulní strana, 1568

- 1556 Ribanje i ribarsko prigovaranje (Rybaření a rybářské rozhovory) vydáno v Benátkách 1569 a 1638. Dílo popisuje třídenní rybářskou cestu na ostrovy Brač a Šolta ve společnosti rybářů Paskoje a Nikoly. V knize jsou mimo jiné zaznamenány i tři rybářské písně včetně notového záznamu (píseň o kraleviči Markovi, píseň o záhubě severinského vojvody Radoslava a píseň ve formě přípitku).

### Korespondence přátelům
- 1541 dopisy Nikolovi Nalješkovićovi
- 1550 dopisy Mavro Vetranovićovi
- 1552 dopisy Jeronimu Bartučevićovi

### Překlady
- Publius Ovidius Naso: Knjige Ovidijeve od lika ljuvenoga (Remedia Amoris, před rokem 1525, překlad ztracen, jednalo se ale o teprve třetí překlad Ovidiova díla do jiného jazyka).

### Hudba
Složil hudbu (a údajně i text) k duchovnímu dramatu Prikazanje Zivota Svetog Lovrinca Mucenika. Jsou mu připisovány i některé duchovní písně.